# 武田知沙
武田 知沙（たけだ ちさ、1992年6月5日-）は、兵庫県出身の元アナウンサー。
2024年現在は、四日市市職員。

## 経歴
兵庫県神戸市出身。神戸女学院大学卒。
2015年4月、岩手めんこいテレビ入社。『8っぴーサタデー』、『山・海・漬』、『mitプライムニュース』、JR東日本一社提供のミニ番組『E5いい旅』などを担当。
2018年9月30日をもって岩手めんこいテレビを退社。同年10月1日にテレビ愛知に移籍した。
2022年9月27日、9月末でテレビ愛知を退社し、フリーアナウンサーになることを自身の配信番組（Locipo）にて公表。 退社後は舞夢プロに所属。
2024年3月、舞夢プロを退所 。
2024年4月より、三重県四日市市職員に転職。シティプロモーション部に配属されている。

## 人物・エピソード
2013年、神戸市の第9期親善大使『スマイル神戸』を担当。また『フラワープリンセスひょうご2013』には落選したものの最終審査まで残り、松田聖子の「渚のバルコニー」を熱唱した。

### 大のハロー!プロジェクトファン
ハロー!プロジェクトの大ファンとして知られる。
岩手めんこいテレビ時代に、モーニング娘。が「8っぴーサタデー」へゲスト出演した際にファンクラブ会員であることを公言。2018年の春ツアー盛岡公演ではメンバーに差し入れを贈っている。また、自身の公式ブログ更新時には最後にハロプロ関連楽曲を紹介するのが通例となっていた。
テレビ愛知移籍後は、「武田知沙のアイドル研究室 ハロラボ」という冠番組を担当。また、2022年1月からテレビ東京系列で放送された「真夜中にハロー！」の特番としてdTVで配信された番組MCを務めるなど、ハロー!プロジェクトに関する仕事をいくつも行っている。

## 担当番組

### 現在の出演番組
- 1・2・3 四日市メガリージョン!!7、2024年4月6日～、東海ラジオ）メインDJ

### 過去の出演番組

#### レギュラー
- 8っぴーサタデー (番組MC、2016年4月 - 2018年9月)
- E5いい旅(JR東日本一社提供、2016年6月 - 2018年9月)
- mitプライムニュース（特集レポーター・ナレーション）
- mit みんなのニュース（特集レポーター）
- のだむら通信(ナレーター、2016年4月 - 2017年3月)
- 定時ニュース

※以上はmit在籍時のもの
- 土曜なもんで！（2018年10月 - 2019年3月）
- ゆうがたサテライト
- TXNニュース
- 情報ステーションはちまるまる（2019年1月 - ）
- くすぐる （2019年4月 - 2020年9月26日　MC、2019年9月まではリポーター）
- お宝ちゃん　(2020年10月3日 -2022年3月19日MC)
- 5時スタ (2020年4月 -2022年9月30日) 中継リポーター

※以上はTVA在籍時のもの
- 歌のない歌謡曲（パーソナリティー、2023年1月2日～、ラジオ関西）月曜日 ‐ 水曜日担当
- クルマとミライ（ナレーション、テレビ愛知）

#### 準レギュラー
- 山・海・漬
- ⑧キュン

#### 単発出演
- とんねるずのみなさんのおかげでした (FNS女子アナオールスターモジモジ君3番勝負、東日本人気女子アナチーム、2016年8月18日)
- みんなのニュース 天気コーナー 上を向いて歩こう「ニッポン人力車旅」(木村拓也アナと陸前高田市、山田町から中継。2017年3月13日、16日放送)
- わがまま!気まま!旅気分 とにかく明るい新航路!!宮古・室蘭フェリー旅（BSフジ、2018年6月2日放送）
- 桃色つるべ〜お次の方どうぞ〜（関西テレビ制作、岩手ロケ回。2018年8月3日放送）
- #ザキヤマ#ナゴヤ#おピンキリちゃん#映える（2018年12月27日）[11]
- YOUは何しに日本へ?新年あけおめ“怒涛のコラボ祭り”（2019年1月1日放送）
- 八十亀ちゃんかんさつにっきNEWS（2019年6月27日）
- ザキヤマの名古屋おピンキリちゃん（2019年12月27日）[12]
- ほっと関西サタデー（2022年12月3日、2023年2月25日）“ココホレ！関西” コーナー担当
- SUNNY TIME（KBS京都　2022年10月22日、12月24日、2023年4月29日、6月3日）中継レポーター

### Locipo
- SKE48の名古屋4局のアナウンサーを8週連続で呼び出したった。（2020年11月20日）- ゲスト出演　　[13]
- 武田知沙のアイドル研究室 ハロラボ（2020年3月 - 、毎週火曜公開）[14]

## 雑誌掲載
- 週刊プレイボーイ2019年5月13日号企画 『全国美人アナウンサーが推薦!!激ウマ「ご当地ソウルフード」2019 part2』